# Miloš Hájek
Miloš Hájek (12. května 1921 Dětenice – 25. února 2016 Praha) byl český historik, levicový intelektuál, příslušník československého odboje za druhé světové války a mluvčí Charty 77.

## Život
Narodil se do rodiny, jejíž národně-socialistické smýšlení předurčilo utváření jeho občanského postoje. Pod dojmem událostí přelomu 30. a 40. let vstoupil do Komunistické strany, v jejímž rámci se angažoval v odbojovém hnutí. V důsledku svých aktivit v organizaci Předvoj byl zatčen gestapem a odsouzen k trestu smrti. Tomu nakonec unikl díky květnovému povstání.
Po válce se angažoval jako přesvědčený komunista, jehož ideologická východiska i občanské postoje v průběhu let procházely evolucí, jejíž osou ovšem vždy bylo úsilí o nalezení optimální ideové formy uspořádání společnosti, již nakonec shledal v demokratickém socialismu. Jeho první manželka, Alena rozená Divišová, přítelkyně z dob odboje, byla historička českého levicového a židovského odboje. Narodili se jim dva synové, jedna vnučka, Anna Hájková, je také historička na britské University of Warwick. Přes politické uvolnění v 60. letech byl pro své revizionistické postoje vyhozen z Vysoké školy politické, odkud následně přešel nejprve do Historického ústavu ČSAV, později do Ústavu dějin socialismu. Ve dnech srpnové invaze do Československa byl jedním z organizátorů vysočanského sjezdu KSČ.
Po nástupu normalizace se stal aktivním členem pražského disentu, publikoval v samizdatu, se svou partnerkou Hanou Mejdrovou vydávali periodikum Historické studie, věnované otázkám moderních dějin, a ve svém bytě pořádali setkání předních intelektuálů. Stal se signatářem Charty 77 a v roce 1988 byl jejím mluvčím (a v této pozici též účastníkem známé snídaně disidentů s Françoisem Mitterandem). V 80. letech rovněž předsedal Klubu Obroda, usilujícímu o naplnění odkazu pražského jara, který se po revoluci integroval do ČSSD. Členem této strany se stal Hájek v roce 1991 a v následujících letech se významně podílel na přípravě odborných materiálů a ideových podkladů pro tvorbu programu.
V roce 1995 mu bylo uděleno ocenění Spravedlivý mezi národy.
Po odchodu do penze se stal soukromým badatelem a příležitostným překladatelem z německého tisku. V roce 2012 publikoval své vzpomínky, Paměť české levice. Zemřel v Praze ve věku 94 let.

## Výběr z díla
- Národnostní otázka v lidově demokratickém Československu Praha : SNPL, 1956. (spoluautor Olga Staňková)
- Od Mnichova k 15. březnu. Příspěvek k politickému vývoji českých zemí za pomnichovské republiky. Praha : SNPL, 1959.
- Přehled nejnovějších dějin. (dva svazky podle období) Praha : NPL, 1962-3. (vedoucí autorského kolektivu)
- Mezinárodní dělnické hnutí po druhé světové válce. Praha : NPL, 1965. (spoluautor Miroslav Soukup)
- Jednotná fronta. K politické orientaci Komunistické internacionály v letech 1921-1935. Praha : Academia, 1969.
- Vznik Třetí internacionály. Praha : Karolinum, 2000.
- Paměť české levice. Praha : Ústav pro soudobé dějiny AV ČR, 2011.

## Ocenění
- titul Spravedlivý mezi národy (Izrael, 1995)
- Medaile Za zásluhy I. stupně (Česká republika, 2001)
- Pamětní plaketa Josefa Boleslava Pecky-Strahovského (ČSSD, 2003)
- Pamětní list Masarykovy dělnické akademie (2006)